# Levelange
Levelange (lb. Liewel, Leewel; niem. Levelingen) – wieś (Uertschaft) w zachodnim Luksemburgu, w kantonie Redange, w gminie Beckerich. Do 3 października 2015 miejscowość leżała w dystrykcie Diekirch. Liczy 106 mieszkańców (31 grudnia 2022). Do 25 lipca 1846 wieś leżała w gminie Oberpallen.  